# Nederlandsch-Zuid-Afrikaansche Spoorwegmaatschappij

Het spoornet van de NZASM

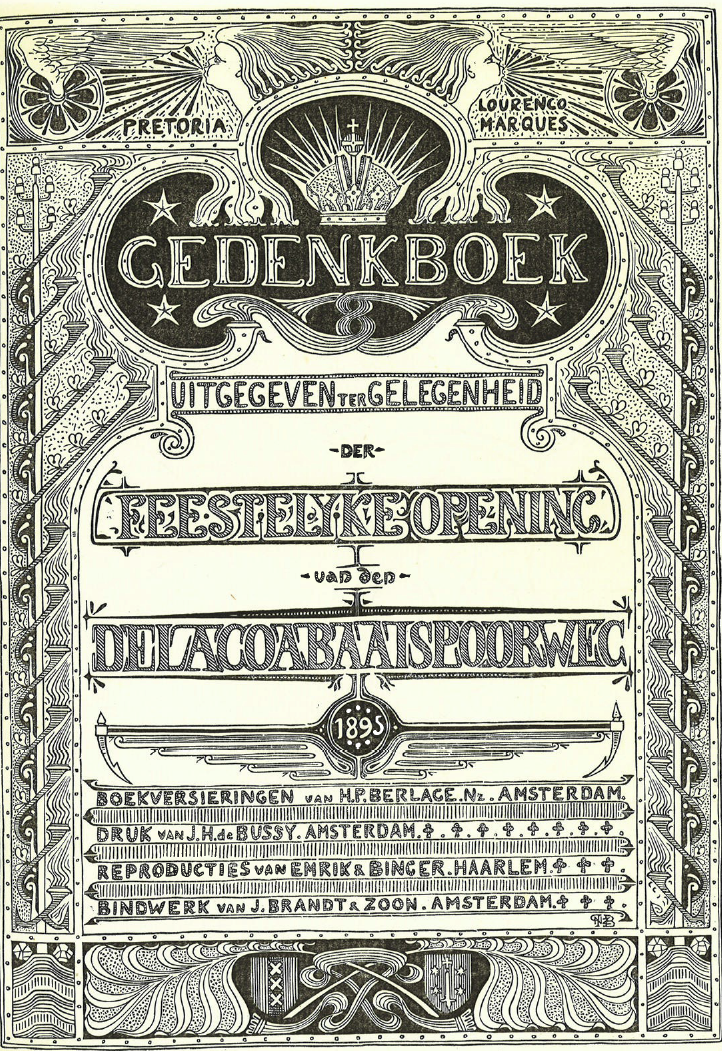
Titelplaat van het gedenkboek voor de opening van de spoorlijn van Pretoria naar Lourenço Marques (Delagoabaai) in 1895.

De Nederlandsch-Zuid-Afrikaansche Spoorwegmaatschappij (NZASM) was een spoorwegbedrijf, dat actief was in Nederland en de Zuid-Afrikaansche Republiek (Transvaal). De maatschappij was in 1879 gesticht door Nederlandse investeerders uit Amsterdam. In dit jaar werd de maatschappij ingeschreven in Amsterdam. Echter door het uitbreken van de Eerste Boerenoorlog, waarbij de Zuid-Afrikaansche Republiek betrokken was, kon zij zich pas in 1884 registreren in Pretoria. De NZASM legde op verzoek van president Kruger een spoorlijn aan van Pretoria naar Delagoabaai aan om zo een betere transportverbinding te creëren met zee.

## Achtergrond en eerste spoorlijn
Een lange periode van onenigheid tussen de Nederlanders en Engelsen in Zuidelijk Afrika begon bij de inname van de Nederlandse Kaapkolonie door de Engelsen. Als reactie en wegens onvrede over het Britse bestuur trokken hierop duizenden Nederlandse kolonisten naar het binnenland van het huidige Zuid-Afrika waar zij 14 onafhankelijke boerenrepublieken hebben gesticht. De Britten vonden dit niets maar moesten de gebieden van de Nederlanders, die langzaam Afrikaners werden, in 1852 en 1854 met tegenzin erkennen.
Door hun ligging in het binnenland, zonder uitweg naar de kust, waren de Oranje-Vrijstaat en de Zuid-Afrikaansche Republiek wat betreft transport zeer afhankelijk van de grillen van de Britse kolonisator van de Engelse Kaapkolonie en Brits Natal. Er waren geen andere transportwegen beschikbaar naar de kust dan door de Engelse Kaapkolonie of Brits Natal. Gezien het feit dat de Zuid-Afrikaansche Republiek en de Oranje-Vrijstaat na de Eerste Boerenoorlog, waarin zij de Britten tot viermaal toe versloegen, op niet al te goede voet stonden met de Britten, zocht president Kruger een uitweg om onder andere transporten van goud niet in de handen van de Britten te laten vallen.
Na de Eerste Boerenoorlog - waarin de Britten de onafhankelijkheid van de republieken tevergeefs probeerden ongedaan te maken - werd besloten om samen met de (Europese) Nederlanders een spoorlijn via Portugees Oost-Afrika (het tegenwoordige Mozambique) aan te leggen naar de stad Lourenço Marques (nu Maputo) aan de Delagoabaai. Deze lijn, van ongeveer 600 kilometer lengte, werd op 6 november 1894 geopend en is nog steeds in gebruik.
De spoorwegmaatschappij had ongeveer 3.000 mensen in dienst. Ruim 1.500 van deze werknemers werden speciaal voor de aanleg van de Lijn Pretoria - Maputo uit Nederland gehaald.

## Spoorlijn Pretoria - Maputo
De spoorlijn van Pretoria naar Maputo volgt de volgende route*:
- Pretoria (begin)
- Bronkhorstspruit
- Oost-Rand
- Middelburg
- Waterval Boven
- Nelspruit
- Komatipoort (laatste halte in Zuid-Afrika)

Grensovergang tussen Zuid-Afrika en Mozambique
- Ressano Garcia (laatste halte in Mozambique)
- Moamba
- Lourenço Marques (Maputo sinds 1975)
  - (Maputobaai) - (einde)

(*) In het bovenstaande overzicht zijn alleen plaatsen weergegeven waar de spoorlijn doorheen loopt. De stations zijn niet vermeld.
De lijn loopt in Zuid-Afrika door de (nieuwe) provincies Gauteng (Zuid-Transvaal) en Mpumalanga (Oost-Transvaal), welke samen onderdeel waren van de oude provincie Transvaal (1910-1994), welke op zijn beurt weer het gehele grondgebied van de voormalige Zuid-Afrikaansche Republiek omvatte.
Nadat de spoorlijn tussen Pretoria en Maputo voltooid was, werd er nog een tweede - veel kortere - lijn tussen Pretoria en Johannesburg aangelegd.

## Einde
In 1900, toen Pretoria tijdens de Tweede Boerenoorlog (1899-1902) bezet is werd de Nederlandsch-Zuid-Afrikaansche Spoorwegmaatschappij samen met de spoorwegmaatschappij van de Oranje-Vrijstaat (OVSM) door de Britten onder militair toezicht gesteld. Na de einde van de oorlog werden de NZASM en OVSM gefuseerd tot de Centrale Zuid-Afrikaanse Spoorwegmaatschappij.
Uiteindelijk zouden de Britten herstelbetalingen aan de aandeelhouders van de NZASM betalen vanwege de onteigening van bezittingen van de NZASM in Zuidelijk Afrika. Na de uitkering van de schadevergoeding bleef er nog één miljoen gulden over. Met dit geld werd de Zuid-Afrikaanse Stichting Moederland opgericht, die zich daarna meer dan 100 jaar bezig heeft gehouden met de promotie van de wederzijdse culturele en economische betrekkingen tussen Nederland en Zuid-Afrika.
Op 1 januari 1912, na de uniewording en de stichting van de Unie van Zuid-Afrika (31 mei 1910) fuseerde de Centrale Zuid-Afrikaanse Spoorwegmaatschappij met de spoorwegmaatschappijen van de Engelse Kaapkolonie en de Natalkolonie tot Suid-Afrikaanse Spoorweë en Hawens, beter bekend als Spoornet. Spoornet is in 1980 hernoemd tot Transnet Freight Rail.